# Chùa Anh Linh
Chùa Anh Linh hay Anh Linh Tự nằm ở phường Cổ Nhuế 2, quận Bắc Từ Liêm, Hà Nội. Chùa do công chúa Trần Khắc Hãn (công chúa Túc Trinh), con gái vua Trần Nhân Tông đã giúp nhân dân khai hoang, lập làng và xây dựng nên chùa này.
Năm 1993, chùa được xếp hạng di tích lịch sử nghệ thuật.

## Lịch sử
Tương truyền, sau chiến thắng quân Nguyên lần thứ nhất (năm Mậu Ngọ 1258), để phát triển sản xuất làm cho dân ấm no, quốc gia hưng thịnh, Vua Trần đã xuống chiếu cho các vương hầu, công chúa chiêu tập dân phiêu tán để khai khẩn đất hoang, mở rộng vùng ven kinh thành Thăng Long. Theo chiếu chỉ, công chúa Túc Trinh, con gái vua Trần Nhân Tông, đã rời cung điện ra vùng phía tây bắc kinh thành Thăng Long. Công chúa bỏ tiền bạc phát chẩn, cấp vốn cho dân nghèo dựng nhà, vỡ đất cấy trồng làm ăn sinh sống, thành làng, thành xóm.
Sau khi lập làng Cổ Nhuế Viên, công chúa Túc Trinh đến làng An Nội, xã Liên Mạc, huyện Từ Liêm để làm tiếp việc ân đức. Anh Linh Tự do công chúa Túc Trinh bỏ tiền bạc ra xây dựng, ngày đêm chăm lo Phật đạo, giáo hóa chúng sinh, dạy dân cày cấy, lập làng Kẻ Noi (nay là xã Cổ Nhuế). Để tưởng nhớ công ơn của Bà, nhân dân xã Cổ Nhuế thờ Bà làm Hậu phật tại chùa Anh Linh và Thiên Phúc. Các đền, miếu trong thôn thờ Bà, lấy tên là Tối Linh Từ và tôn Bà làm Thần Chủ.
Chùa có mặt bằng hình chữ "đinh", tiền đường gồm 3 gian xây kiểu "tường hồi bít đốc". Hai bộ vì gian giữa làm kiểu "giá chiêng, con nhị", phân cốn nách là nhà tổ, một bên là nhà Mẫu.
Tượng Phật trong chùa đầy đủ, có phong cách nghệ thuật cuối thời Nguyễn. Chùa còn lưu giữ được tấm bia Cảnh Trị đời Lê 1664 và bia Tự Đức 12 1864. Chùa đã từng bị phá hủy trong kháng chiến chống Pháp và đã qua nhiều lần sửa chữa.